# Winfried Jestaedt
Winfried Jestaedt (auch Jestädt; * 19. Dezember 1931 in Fulda; † 7. Mai 2011 in Würzburg) war ein deutscher römisch-katholischer Kirchen-Journalist.

## Leben
Jestaedt studierte zunächst Vermessungsingenieurwesen an der Fachhochschule Frankfurt am Main. Anschließend absolvierte der spätere Journalist ein Studium der Katholischen Theologie, Philosophie und Kulturwissenschaften mit dem Schwerpunkt des Journalismus in Mainz, Fulda und Frankfurt am Main. 1959 wurde er in Frankfurt mit einer historischen Arbeit über den Kulturkampf im Fuldaer Land zum Dr. phil. promoviert. Er volontierte zunächst bei der Fuldaer Zeitung und wurde anschließend Redakteur beim Zeitschriftenverlag der Leutesdorfer Missionare, dem Johannes-Verlag.
1962 wechselte er als Redakteur zum Würzburger katholischen Sonntagsblatt, der seit 1850 bestehenden Kirchenzeitung für das Bistum Würzburg. Zwei Jahre später wechselte er zur Deutschen Tagespost, wo er 23 Jahre tätig war. 1968 übernahm er dort die Leitung des Ressorts „Kirche aktuell“. Von 1981 bis 1984 war er stellvertretender Chefredakteur der Zeitung. 1987 ging er als stellvertretender Chefredakteur erneut zum Würzburger Katholischen Sonntagsblatt, dessen Chefredakteur er 1989 wurde. Zudem übernahm Winfried Jestaedt auch die Verlagsleitung der Bistumszeitung. 
1998 ehrte ihn Papst Johannes Paul II. mit dem Gregoriusorden. Noch im Jahr vor seinem Tod wurde er von Papst Benedikt XVI. für sein journalistisches Lebenswerk mit dem Silvesterorden ausgezeichnet.
Jestaedt war Mitglied der CSU und unter anderem von 1970 bis 1976 Vorsitzender des Ortsverbands Margetshöchheim.